# Vzhodno Ogrsko kraljestvo
Vzhodno Ogrsko kraljestvo (madžarsko Keleti Magyar Királyság) je sodobni izraz, ki ga zgodovinarji uporabljajo za opis kraljestva Ivana Zapolja in njegovega sina Ivana Sigismunda Zapolja. Oba vladarja sta od leta 1526 do 1570 izpodbijala trditve Habsburžanov, da so zakoniti vladarji Kraljevine Ogrske. Zapolja sta vladala nad  vzhodnim delom Ogrske, habsburška kralja Ferdinand I. in Maksimilijan II. pa na zahodu. Habsburžani so večkrat poskušali združiti vso Ogrsko pod svojo oblastjo, vendar je Osmansko cesarstvo to preprečilo s podporo Vzhodnemu Ogrskemu kraljestvu.
Natančen obseg Zápoljevega kraljestva  bil nikoli določen, ker so Habsburžani in oba Zapolja trdili, da je  celotno kraljestvo njihovo. Začasna teritorialna delitev je bila določena z Oradejskim sporazumom leta 1538. Vzhodno Ogrsko kraljestvo je bilo predhodnica Kneževine Transilvanije (1570–1711), ki je bila ustanovljena s Speyerskim sporazumom.

## Vladanje Ivana I.
Leta 1526 je Ogrsko v bitki pri Mohaču premagalo Osmansko cesarstvo. Kralj Ludvik II. Ogrski je v bitki padel, osmanska vojska pa se je umaknila in ni poskušala osvojiti ogrskega ozemlja. 
Ferdinand I. Habsburški, mlajši brat cesarja Karla V., je zaradi svojega zakona z Ludvikovo sestro Ano zahteval ogrsko krono, toda večina ogrskega plemstva je Ferdinandu nasprotovala. Plemstvo je podprlo Ivana Zapoljo,  nekdanjega vojvodo Transilvanije in najbogatejšega posestnika v državi. Madžarski parlament ga je razglasila za kralja, Ferdinand pa je na Ogrsko poslal vojsko in Ivana prisilil, da se je do leta 1528 umaknil iz države. Da bi se zoperstavil habsburškemu vplivu, je John leta 1528 sklenil zavezništvo z osmanskim sultanom Sulejmanom I. in mu leta  1529 celo prisegel zvestobo.
Ivan je vladal v  Transilvaniji in vzhodnem delu Panonske nižine, Ferdinand pa na Hrvaškem, zahodnem delu Panonske nižine in v Gornji Ogrski.
Leta 1538 sta obe strani podpisali Oradejski sporazum, s katerim je ta delitev postala uradna. Ferdinand je postal Ivanov dedič, ker Ivan ni imel otrok.

## Vladanje Ivana II. Sigismunda
Oradejski sporazum je veljal samo dve leti, dokler se ni Ivanu Zapolji samo devet dni pred smrtjo leta 1540 rodil sin Ivan Sigismund Zapolja. Sina so ogrski stanovi samo nekaj tednov kasneje kronali za ogrskega kralja Ivana II. Velik del njegove vladavine sta v njegovem imenu vladala njegova mati Izabela in kot regent škof Jurij Martinuzzi. Sultan Sulejman I. je Ivana II. priznal za kralja in svojega vazala. 
Leta 1541 je Ferdinand I. poskušal uveljaviti svoje zahteve in napadel Ivana II. Škof Martinuzzi je na pomoč pozval Sulejmana, ki je izgnal Ferdinanda, osvojil Budim in večino osrednje Ogrske in ustanovil Budimski pašaluk. Vzhodni del Ogrske je ostal pod Ivanovo oblastjo in po letu 1571 postal znan kot Partij.
V 1540. letih je so v Vzhodno Ogrsko kraljestvo spadala okrožja  Máramaros, Szabolcs, Szatmár, Közép-Szolnok, Bihar, Külső-Szolnok, Békés, Csongrád, Arad, Csanád in Temesköz. Večja mesta, kot sta bila Várad (Oredea) in Lippa (Lipova), so bila pomembna središča državne moči in zagotavljala prevlado nad lokalnimi mogotci. Eden najbogatejših plemičev, Péter Petrovics, je bil absolutni vladar Temesköza, ozemlja med rekami Mureš, Tisa in Donava, vendar je bil zvest družini Zapolja in sodeloval z regentom Martinuzzijem. Na ozemlju od okrožja Máramaros (Maramureš) do reke Krasne je vladala družina Drágffy-Perényi, v Ecsedu in Somlyóju družina Báthory, v okrožju Békés družina Patócsy, v dolini reke Maros družina Jaksics, v mestu Debrecen pa turška družina Enying. V okrožjih Zemplén, Borsod in Abaúj so znotraj nedefiniranih meja vladale družine Balassa, Losonci, Bebek in Drugeth, ki so imele veliko avtonomijo.
Vojaške operacije Osmanskega cesarstva leta 1543–1544 so pustile samo eno varno cestno povezavo med Transilvanijo in Kraljevo Ogrsko, ki je potekala po dolini reke Váh, in dodatno zmanjšale habsburško podporo Vzhodnemu kraljestvu. Avgusta 1544 so se zastopniki iz osrednjih delov srednjeveškega Ogrskega kraljestva udeležili skupščine v Tordi, s čimer je Transilvanski parlament  postal pravni naslednik Ogrskega parlamenta.
Kanclerstvo in dvor v Budimu sta med političnim kaosom 1540–1541 izginila in centralni organi Ogrskega kraljestva niso več mogli upravljati Transilvanije. Upravni aparat vojvodine ni bil zadosten za upravljanja države, zato je Martinuzzi oblikoval novo upravno strukturo in preselil dvor v Gyulafehérvárju (Alba Iulia).
Fevdalni stanovi so izgubili svojo moč nad državnimi zadevami. Transilvanski Sasi so ostali podporniki Habsburžanov, vendar so ostali pasivni. Edini Sas na dvoru v Gyulafehérvárju je bil Péter Haller, kraljevi sodnik v Sibiu. Székelyji so imeli v krogih okoli regenta in kraljice le nekaj zagovornikov. Večina podpornikov kralja Ivana II. ni imela korenin v novih mejah kraljestva, njihovi sorodniki pa so v velikem številu zasedali visoke državne in dvorne položaje. Vladajoči razred je še vedno pričakoval ponovno združitev države in pritiskal na regenta Martinuzzija.

## Habsburška oblast in vojna
Martinuzzi in Izabela sta se sprla in Martinuzzi se je obrnil tudi proti Osmanskemu cesarstvu. Povezal se je s Ferdinandom I. in Izabelo prisilil, da je leta 1549 podpisala Nyírbátorski sporazum, s katerim je Transilvanijo prepustila Ferdinandu. Izabela je nasprotovala razlastitvi svojega sina in nemudoma obvestila sultana. Sledila je državljanska vojna med Izabelinimi in Martinuzzijevimi prohabsburškimi četami. Martinuzzijeva vojska je leta 1550 in 1551 oblegala kraljevo rezidenco v Gyulafehérváru.
Habsburška vojska pod poveljstvom Giovannija Battiste Castalda je vdrla v Transilvanijo in porečje Tise. Martinuzzi je še naprej spletkaril in poslal sultanu fevdalni davek, potem pa ga je Castaldo leta 1551 ubil. Ivan II. Sigismund je odstopil s kraljevskega položaja in skupaj z materjo odšel na Poljsko.
Sultan se je počutil izdanega in leta 1552 na Ogrsko poslal svojo vojsko in osvojil Veszprém, Drégely, Szolnok, Lippo, Temišvar, Karánsebes in Lugos. Osmanski vojski se je uspešno uprl samo Egerski grad pod poveljstvom Istvána Dobója. Ferdinand I. je leta 1553 umaknil Castaldovo vojsko iz Transilvanije. Naslednje leto je Sultan ponovno napadel Ogrsko in zasedel Salgó in Fülek.

## Ponovna uveljavitev Ivana II. Sigismunda
Leta  1556 je transilvansko plemstvo poklicalo Ivana II. Sigismunda, naj se vrne v Transilvanijo, in ga na skupščini v Szászsebesu izvolilo za kneza Transilvanije in ga hkrati priznalo za kralja:
"Na ta dan smo po svoji skupni volji izvolili sina našega pokojnega kralja Ivana za našega kneza in kralja in zvesto bomo služili njegovemu veličanstvu in gospodarju zdaj in v prihodnjih časih."
Ivan II. Sigismund je leta 1568 s Turdskim ediktom priznal svobodo veroizpovedi.

## Speyerski sporazum
Ivan II. Sigismund je leta 1570 s Ferdinandovim naslednikom Maksimilijanom II. sklenil Speyerski sporazum, s katerim se je v Maksimilijanovo korist odrekel svojim zahtevam po ogrskem prestolu. Vzhodno Ogrsko kraljestvo je s tem ugasnilo. Maksimilijan je v zameno priznal Ivana II. za "kneza Transilvanije in Partija" - princeps Transsylvaniae et partium regni Hungariae dominus), kar bi v prevodu pomenilo "knez Transilvanije in gospod(ar) dela Kraljevine Ogrske" od leta 1570 do njegove smrti (1571).
Speyerski sporazum je, podobno kot prejšnji Oradejski, podprl načelo združene Ogrske. Partium in Transilvanija sta bila zaupana Ivanu II. Sigismundu Zapolji kot Maksimilijanovemu vazalu. Zapolja je že pred sklenitvijo sporazuma posedoval Partium, zdaj pa so Habsburžani samo formalno priznali njegovo gospostvo v njem. Ivan Sigismund si je v nekem smislu s svojim ozemljem kupil gosposki naziv.
Vzhodno Ogrsko kraljestvo je s sporazumom postalo predhodnica Kneževine Transilvanije (1570–1711). Transilvanski knezi so kljub temu, da so bili habsburški vazali, imeli skoraj popolno avtonomijo in pogosto plačevali davke Osmanskemu cesarstvu. Habsburška monarhije in Osmansko cesarstvo sta se skoraj dve stoletji borili za nadoblast v Transilvaniji.  
Vse omembe "ogrskega kralja" po letu 1570 so se nanašale samo na tako imenovano Kraljevo Ogrsko, naziv "knez" pa se je nanašal izključno na Kneževino Transilvanijo.